# سرنجی دمگاه‌قهوه‌ای
سرنجی دمگاه‌قهوه‌ای یا سرنجی سوئینهو (نام علمی: Pericrocotus cantonensis) پرندهای از خانواده کوکوسنگ‌چشمان (Campephagidae) است. این گونه برای نخستین بار توسط رابرت سوئینهو در سال ۱۸۶۱ توصیف شد.
در چین و زمستان‌ها در سرزمین اصلی جنوب شرق آسیا زادآوری می‌کند. زیستگاه‌های طبیعی آن جنگل‌های معتدله، جنگل‌های جلگه‌ای نمناک نیمه‌گرمسیری یا گرمسیری و جنگل‌های کوهستانی نمناک نیمه‌گرمسیری یا گرمسیری است.

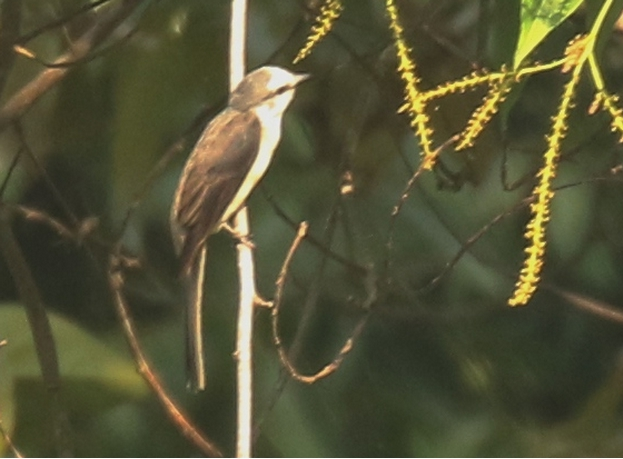
در پارک ملی خوا یای، تایلند